# Stade 20 Août 1955 (Algier)
Stade 20 Août 1955 – wielofunkcyjny stadion w Algierze, stolicy Algierii. Został otwarty w 1930 roku. Może pomieścić 20 000 widzów. Swoje spotkania rozgrywają na nim piłkarze klubu CR Belouizdad.
Obiekt posiada boisko piłkarskie ze sztuczną nawierzchnią, które otacza profilowany tor kolarski. Przed otwarciem w 1972 roku Stade 5 Juillet 1962, na stadionie często grywała piłkarska reprezentacja Algierii i rozgrywane były mecze finałowe Pucharu Algierii.